# Tran Van Dan
Trần Văn Dần (* 23. August 1926; † 17. Januar 1997, häufig auch Tran Dan) war ein vietnamesischer Schriftsteller. Er wurde aufgrund seiner realistischen Darstellung des Indochinakriegs aus der Kommunistischen Partei Vietnams ausgeschlossen.

## Leben
Tran Van Dan wurde 1926 als Sohn einer wohlhabenden Familie in der Provinz Nam Dinh geboren. Tran Van Dan brachte 1946 zusammen mit anderen Autoren den symbolistischen Gedichtband Hölle (Dia nguc) heraus. Mit dem Beginn der Kämpfe des Indochinakriegs schloss sich Tran Van Dan den Việt Minh an und stellte seine künstlerische Tätigkeit in den Dienst der Kommunistischen Partei; 1948 trat er der Kommunistischen Partei formal bei. Tran Van Dan wurde in der Organisation wegen seiner Originalität geschätzt, galt jedoch als politisch unzuverlässig. Ende 1953 meldete er sich freiwillig für die Schlacht um Điện Biên Phủ. Sein Buch über die Schlacht Mann für Mann, Welle für Welle (Nguoi Nguio Lop Lop) versucht eine realistische Darstellung der Ereignisse aus Sicht der Soldaten der Việt Minh. Das Buch wurde im April 1955 veröffentlicht, löste jedoch einen Skandal aus, der für Tran Van Dan den Ausschluss aus der Partei bedeutete. Er wurde im weiteren Verlauf aufgrund angeblicher parteifeindlicher Aktivitäten inhaftiert. Seine Werke wurden erst in den 1980er Jahren wieder zugänglich.
2007 wurde er postum mit einem vietnamesischen Staatspreis geehrt. Einer seiner Gedichtbände wurde 2008 verlegt, der Verkauf jedoch nach wenigen Exemplaren wieder von den Behörden gestoppt.
Sein Sohn Trần Trọng Vũ ist als Maler tätig.